# 나카오 마사키
나카오 마사키(일본어: 中尾 暢樹, 1996년 11월 27일 ~ )는 일본의 배우이다.
사이타마현 출신. 와타나베 엔터테인먼트 소속.

## 내력
Au "Au Smart Pass" 로 광고모델로 2014년에 데뷔했으며 2016년 동물전대 쥬오우저로 배우 데뷔했다.

## TV 시리즈
- 동물전대 주오저
- 가면라이더 고스트
- 파워레인저 다이노포스 브레이브
- 당신 차례입니다

## 영화
- 동물전대 주오저
- 치어남자!!

## 연극
- 도쿄 리벤저스